# Hålby
Hålby är en by i Gillberga socken, Eskilstuna kommun.
Byn ligger söder om länsväg 230. Huvuddelen av bebyggelsen är bevarad från slutet av 1800-talet, flera bodar och ekonomibyggnader härrör från början av 1800-talet. En loftbod med tillbyggd bostadsdel har en vindflöjel från 1813. Även vissa bostadshus är äldre, bland annat en påbyggd enkelstuga från slutet av 1700-talet. Ett stall från Hålby flyttades 1985 till Sörmlandsgården i Eskilstuna.